# Dissertatio de gente serbica
 (Расправа о српском народу) је латински спис објављен 1790. у Будиму. Везује се за рад Темишварског сабора 1790. 

## Ауторство
Ауторство овог списа је спорно. Ј. Х. Енгел и П. Ј. Шафарик су сматрали да је аутор дворски агент за српске послове Стефан Новаковић, а Јован Чапловић, Стеван Стратимировић и Александар Стојачковић дворски агент Јосиф Керестури. Јован Радонић се не слаже ни са једном ни са другом тврдњом, него тврди да је аутор Сава Текелија. Мита Костић је у Карловачком архиву (Регистар за 1790) пронашао доказ који потврђује Керестуријево ауторство. Спис је доживео више издања и превода, али нигде наведен писац латинског оригинала. Емануило Јанковић га је 1791. издао у Новом Саду на латинском и немачком. Наслов немачког превода гласи: „“ (Кратка расправа о заслугама и судбини српског или рацког народа у Краљевини Угарској. Од једног угарског патриоте. Са додатком привилегија дарованих истом. У преводу на српско-словенски објавио га је 1832. у часопису „Сербској пчели“ Павле Стаматовић. Године 1860. изашао је у нешто бољем преводу Александра Стојачковића као додатак његовој анонимној брошури „Ursprung der gegenwärtigen ungarischen Krone“ (Порекло садашње угарске круне).

## Цитати
Срби и Босанци, које Угри по држави Рашкој зову Рацима, никада се на свом језику не зову Рацима, него Србљима, нити игде зову свој језик или народ рацким, него српским или славенским (српски, славенски народ).
Погрешно је мишљење да су се Срби тек око 1690. године, тј. крајем претходног и почетком садашњег века, преселили у Угарску. Далеко било! Ово је само била њихова последња селидба. Ван сваке је сумње да су живели од настанка Угарске. Штавише, може се са сигурношћу тврдити да је у Краљевини Угарској пре доласка Угра живело безбројно много породица Срба и Босанаца, тј. Раца.